# Kouter (Zele)
Kouter is een wijk in Zele, een dorp in de Belgische provincie Oost-Vlaanderen. De wijk ligt in het westen van het dorpscentrum. Ten noorden liggen de wijken Wezepoel en Stokstraat.

## Geschiedenis
Kouter ontstond langs een belangrijke westelijke uitvalsweg uit het dorp. In 1556 werd er een kapel opgetrokken gewijd aan Onze-Lieve-Vrouw. Deze kapel werd bouwvallig en iets verderop werd in 1645 een nieuwe kapel gebouwd, gewijd aan Onze-Lieve-Vrouw van Zeven Weeën. De kapel werd in 1648 ingewijd door Mgr. Triest. In 1665 werd achter de kapel het Kapelhof gebouwd, waarin een kleine kloostergemeenschap werd ondergebracht. Op de Ferrariskaart uit 1770 staat de plaats aangeduid als het gehucht Cauter, via lintbebouwing langs de Kouterstraat vergroeid met het dorpscentrum. Naar het noordwesten liep de bebouwing door naar het gehucht Wesepoel. Ook de kapel met park en Kapelhof zijn weergegeven. Ten zuiden stonden enkele windmolens, maar deze verdwenen later.
Bij de Franse Revolutie werden de kerkelijke goederen verbeurd verklaard en verkocht. Een buurtbewoner kocht de kapel en het Kapelhof en in 1801 kwam de kapel weer in handen van de pastoor. In 1811 vestigden zich hier weer een aantal zusters en naast de kapel werd een school geopend. De school groeide uit tot een bewaarschool, een school voor lager onderwijs, een kantschool, een werkschool en een internaat. Een nieuwe extra kloosterkapel werd in 1875 gebouwd en gewijd aan Onze-Lieve-Vrouw Onbevlekte Ontvangenis.
In de 19de eeuw vestigde zich bij de Kouter enige nijverheid, zoals een weverij en een brouwerij. Vlakbij was in 1830 ook een burgerlijk hospitaal opgetrokken met weestehuis en bejaardentehuis, verzorgd door de zusters van Sint-Vincentius a Paolo. Ook het hospitaal kreeg een eigen kapel in 1841. Die kapel werd in 1877 vergroot. In 1906 werd de hospitaalkapel afgebroken en in 1908 herbouwd.
In de loop van de 20ste eeuw vergroeide de wijk verder met de rest van dorpscentrum. Ten zuiden werd na de Tweede Wereldoorlog een eerste sociale woonwijk in Zele aangelegd, de Burgemeester Van Ackerwijk. De kapel van het Oud Hospitaal werd in 1956 openbaar. In 1962 verhuisden de zusters en bewoners uit het hospitaal en toen Kouter als zelfstandig parochie werd opgericht werd de hospitaalkapel in 1963 als parochiekerk in gebruik genomen. Op het eind van de jaren 60 werd die oude kapel echter gesloopt om plaats te maken voor een nieuwe parochiekerk, die in 1972 werd ingewijd.

## Bezienswaardigheden
- de Onze-Lieve-Vrouw van Zeven Weeënkapel of Kouterkapel
- het Kapelhof
- de Onze-Lieve-Vrouw van Zeven Weeënkerk

## Verkeer en vervoer
Kouter ligt aan een westelijke uitvalsweg uit Zele, de N445 naar Gent.
Gehuchten en wijken: Avermaat · Bos · Dijk · Dries · Durmen · Elst · Hansevelde · Heikant · Hoek · Huivelde · Kamershoek · Kouter · Langevelde · Meerskant · Mespelaar · Rinkhout · Stokstraat · Veldeken · Wezepoel · Zandberg

Belgische gemeenten · Arrondissement Dendermonde · Oost-Vlaanderen · Vlaanderen